# دانه‌خوار لسن
دانه‌خوار لسن (نام علمی: Sporophila bouvronides) نام یک گونه از سرده دانه‌خوارهای اصلی است.